# Драгутин Харамија
Драгутин Харамија (Чавле, код Ријеке, 12. август 1923 — Загреб, 28. новембар 2012), економиста, правник, учесник Народноослободилачке борбе, хрватски политичар и један од оснивача Хрватске народне странке.

## Биографија
Рођен је 12. августа 1923. године у Чавлама код Ријеке, у угледној трговачкој породици. Студије права завршио је у Загребу. Учествовао је у Народноослободилачком рату од 1941. до 1945. године. Крај рата је дочекао као борац Приморско-горанске дивизије.
Након ослобођења био је заменик републичког јавног тужиоца и окружни јавни тужилац за град Загреб, те подсекретар у Државном секретаријату за правосуђе и управу НР Хрватске од 1954. до 1963. године, затим председник Скупштине котара и општине Ријеке од 1963. до 1969. године. Од маја 1969. године је председник Извршног већа Сабора СР Хрватске и члан Председништва Централног комитета Савеза комуниста Хрватске.
Био је један од водећих учесника „Хрватског прољећа“ и заговорник привредне и политичке реформе. Након Двадесет и прве седнице Председништва Савеза комуниста Југославије у Карађорђеву, у децембру 1971. године добровољно је подено оставку на све своје функције, искључен из политичког живота и пензионисан.
Пред вишестраначке изборе 1990. године приступио је Коалицији народног споразума. Био је један од оснивача Хрватске народне странке и члан њеног Председништва.
Умро је 28. новембра 2012. године у Загребу и сахрањен је на загребачком гробљу Мирогој.